# Свободный банкинг
Свободный банкинг (от англ. Free banking) — среда в которой отсутствует специальное банковское регулирование и регуляторы, а к банкам применяются такое же регулирование, как к большинству обычных компаний или предприятий. Работая в таком регуляторном окружении, банки также имеют право выпускать собственные бумажные деньги (банкноты).
В среде свободного банкинга рыночные механизмы естественно регулируют количество банкнот и депозитов, которые могут быть обеспечены отдельно взятым кассовым резервом. Такие кассовые резервы хранят товары конечного объема или количества (например, золото) или искусственно ограниченный объём, выпущенных центробанком наличных фиатных денег. Более того, в абсолютной версии среды свободного банкинга, центробанк совсем не играет никакой роли и не эмитирует никаких денег. Таким образом на рынке не существует как центробанка, так и любого другого института, ответственного за устойчивость банковской системы и денежной единицы в обычном понимании этих терминов.

## Характеристики свободного банкинга
- Конкурирующая эмиссия валют, подлежащих погашению их предъявителям, вместо монополии центробанка на эмиссию фиатных денег. Исторически в этом контексте имеются в виду банкноты (несущие обязательство выплаты по требованию предъявителю банком-эмитентом), эмитируемые в форме бумажного или металлического знака. Современные криптографические и электронные технологии, уже позволяют использовать также и электронные знаки (см. электронные деньги).
- Взаимное признание и приём денежных знаков по номинальной стоимости разными банками друг у друга; непрямое погашение (клиринг) денежных знаков банков посредством обмена своих валют.
- Конкуренция между банками в отрасли ведения счетов клиентов и других банковских сервисов; и, в то же время, кооперация и сотрудничество банков в процессе клиринга межбанковских платежей с помощью клиринговых организаций или уполномоченных банков.
- Отсутствие навязывания государством рынкам и гражданам «законных платёжных средств», таким образом, отсутствует навязанная государством монополия своей валюты. Любой субъект волен принимать или не принимать к оплате любую валюту. Государственный центробанк может продолжать существовать и эмитировать собственную валюту, которая может быть обязательной для связанных с государством платежей, например налогов. Таким образом, государству будет не выгодно использовать инфляционные механизмы для решения своих проблем за счёт граждан и бизнеса.
- Отсутствие регулирования центробанком величины обязательных резервов банков. Банки самостоятельно могут менять этот показатель, таким образом вводится ответственность отдельно взятого банка, ведь в случае проблем с выплатами депозитов, доверие к его собственной валюте снизится.

## Цитаты
Ибо во всех странах мира, как я полагаю, скупость и несправедливость государей и государственной власти, злоупотребивших доверием подданных, постепенно уменьшили действительное содержание металла, первоначально содержавшееся в их монетах.— Адам Смит, «Богатство народов»

Наше собственное заключение… состоит в том, что передача денежных и банковских установлений на усмотрение рынка привела бы к более удовлетворительному результату, чем тот, который ныне достигнут благодаря государственному вмешательству.— Милтон Фридман, лауреат Премией Шведского национального банка, «Has Government Any Role in Money?», Journal of Monetary Economics № 17, 1986, стр. 37-62.